# Superbike-Weltmeisterschaft 1989
Die Superbike-WM-Saison 1989 war die zweite in der Geschichte der FIM-Superbike-Weltmeisterschaft. Bei elf Veranstaltungen wurden 22 Rennen ausgetragen.

## Punkteverteilung
| Punktewertung | Punktewertung | Punktewertung | Punktewertung | Punktewertung | Punktewertung | Punktewertung | Punktewertung | Punktewertung | Punktewertung | Punktewertung | Punktewertung | Punktewertung | Punktewertung | Punktewertung | Punktewertung |
| ------------- | ------------- | ------------- | ------------- | ------------- | ------------- | ------------- | ------------- | ------------- | ------------- | ------------- | ------------- | ------------- | ------------- | ------------- | ------------- |
| Platz         | 1             | 2             | 3             | 4             | 5             | 6             | 7             | 8             | 9             | 10            | 11            | 12            | 13            | 14            | 15            |
| Punkte        | 20            | 17            | 15            | 13            | 11            | 10            | 9             | 8             | 7             | 6             | 5             | 4             | 3             | 2             | 1             |

In die Wertung kamen alle erzielten Resultate.

## Rennergebnisse
|    | Datum  | Rennen             | Strecke        | Pole-Position     | Lauf | Platz 1           | Platz 2             | Platz 3           | Schn. Rennrunde     |
| -- | ------ | ------------------ | -------------- | ----------------- | ---- | ----------------- | ------------------- | ----------------- | ------------------- |
| 1  | 27.03. | Großbritannien     | Donington      | Raymond Roche     | 1    | Fabrizio Pirovano | Roger Burnett       | Terry Rymer       | Roger Burnett       |
| 1  | 27.03. | Großbritannien     | Donington      | Raymond Roche     | 2    | Giancarlo Falappa | Terry Rymer         | Roger Burnett     | Raymond Roche       |
| 2  | 30.04. | Ungarn             | Hungaroring    | Fred Merkel       | 1    | Fred Merkel       | Raymond Roche       | Fabrizio Pirovano | Raymond Roche       |
| 2  | 30.04. | Ungarn             | Hungaroring    | Fred Merkel       | 2    | Fred Merkel       | Fabrizio Pirovano   | Rob McElnea       | Fred Merkel         |
| 3  | 04.06. | Kanada             | Mosport        | Fred Merkel       | 1    | Fred Merkel       | Raymond Roche       | Reuben McMurter   | Raymond Roche       |
| 3  | 04.06. | Kanada             | Mosport        | Fred Merkel       | 2    | Giancarlo Falappa | Reuben McMurter     | Fred Merkel       | Fred Merkel         |
| 4  | 11.06. | Vereinigte Staaten | Brainerd       | Fred Merkel       | 1    | Raymond Roche     | Fabrizio Pirovano   | Stéphane Mertens  | nicht bekannt       |
| 4  | 11.06. | Vereinigte Staaten | Brainerd       | Fred Merkel       | 2    | Raymond Roche     | Stéphane Mertens    | Fred Merkel       | nicht bekannt       |
| 5  | 02.07. | Österreich         | Österreichring | Raymond Roche     | 1    | Alex Vieira       | Raymond Roche       | Stéphane Mertens  | Baldassarre Monti   |
| 5  | 02.07. | Österreich         | Österreichring | Raymond Roche     | 2    | Stéphane Mertens  | Fabrizio Pirovano   | Fred Merkel       | Stéphane Mertens    |
| 6  | 30.07. | Frankreich         | Paul Ricard    | Raymond Roche     | 1    | Stéphane Mertens  | Mike Baldwin        | Raymond Roche     | Mike Baldwin        |
| 6  | 30.07. | Frankreich         | Paul Ricard    | Raymond Roche     | 2    | Giancarlo Falappa | Raymond Roche       | Stéphane Mertens  | Giancarlo Falappa   |
| 7  | 27.08. | Japan              | Sugo           | Doug Polen        | 1    | Doug Polen        | Michael Dowson      | Rob Phillis       | Michael Dowson      |
| 7  | 27.08. | Japan              | Sugo           | Doug Polen        | 2    | Michael Dowson    | Ken’ichirō Iwahashi | Giancarlo Falappa | Ken’ichirō Iwahashi |
| 8  | 17.09. | Deutschland        | Hockenheim     | Raymond Roche     | 1    | Raymond Roche     | Stéphane Mertens    | Alex Vieira       | Raymond Roche       |
| 8  | 17.09. | Deutschland        | Hockenheim     | Raymond Roche     | 2    | Raymond Roche     | Giancarlo Falappa   | Stéphane Mertens  | Raymond Roche       |
| 9  | 24.09. | Italien            | Enna Pergusa   | Giancarlo Falappa | 1    | Stéphane Mertens  | Fred Merkel         | Fabrizio Pirovano | Stéphane Mertens    |
| 9  | 24.09. | Italien            | Enna Pergusa   | Giancarlo Falappa | 2    | Raymond Roche     | Fred Merkel         | Baldassarre Monti | Raymond Roche       |
| 10 | 12.11. | Australien         | Oran Park      | Michael Dowson    | 1    | Peter Goddard     | Rob Phillis         | Fabrizio Pirovano | Malcolm Campbell    |
| 10 | 12.11. | Australien         | Oran Park      | Michael Dowson    | 2    | Michael Dowson    | Raymond Roche       | Rob Phillis       | Fabrizio Pirovano   |
| 11 | 19.11. | Neuseeland         | Manfeild       | Fred Merkel       | 1    | Terry Rymer       | Aaron Slight        | Fred Merkel       | Michael Dowson      |
| 11 | 19.11. | Neuseeland         | Manfeild       | Fred Merkel       | 2    | Stéphane Mertens  | Malcolm Campbell    | Fred Merkel       | Aaron Slight        |

## Fahrerwertung
| 1  | Fred Merkel         | Honda    | RCM - Team Rumi                | 272 |
| 2  | Stéphane Mertens    | Honda    | Total Bel-Ray Mediares Team    | 265 |
| 3  | Raymond Roche       | Ducati   | Squadra Corse Ducati           | 222 |
| 4  | Fabrizio Pirovano   | Yamaha   | FJ Valli - Belgarda            | 208 |
| 5  | Anders Andersson    | Yamaha   | Yamaha Sweden                  | 159 |
| 6  | Giancarlo Falappa   | Bimota   | Bimota SpA                     | 139 |
| 7  | Terry Rymer         | Yamaha   | Loctite Yamaha                 | 134 |
| 8  | Baldassarre Monti   | Ducati   | Squadra Corse Ducati           | 99  |
| 9  | Jari Suhonen        | Yamaha   | Arwidson Yamaha                | 90  |
| 10 | Michael Dowson      | Yamaha   | Marlboro Yamaha Dealer Team    | 79  |
| 11 | Rob Phillis         | Kawasaki | Team Kawasaki Australia        | 79  |
| 12 | Mike Baldwin        | Bimota   | Bimota SpA                     | 74  |
| 13 | Patrick Igoa        | Kawasaki | Team Kawasaki France           | 64  |
| 14 | Aaron Slight        | Kawasaki | Team Kawasaki Australia        | 54  |
| 15 | Alex Vieira         | Honda    | Honda Motul                    | 51  |
| 16 | Malcolm Campbell    | Honda    | Citizen Honda                  | 48  |
| 17 | Davide Tardozzi     | Bimota   | Speed Shadows Racing           | 39  |
| 18 | Reuben McMurter     | Honda    | Action Accessories Ltd - Shoei | 37  |
| 19 | Roger Burnett       | Honda    | HRC - Honda UK                 | 36  |
| 20 | Takahiro Sohwa      | Kawasaki | KRT                            | 36  |
| 21 | Doug Polen          | Suzuki   | Yoshimura Suzuki               | 33  |
| 22 | Rob McElnea         | Yamaha   | Padgett’s                      | 28  |
| 23 | Ernst Gschwender    | Suzuki   | Suzuki Deutschland             | 28  |
| 24 | Ken’ichirō Iwahashi | Honda    | Yamamoto Honda                 | 27  |
| 25 | Andreas Hofmann     | Honda    | Eckert Motorradtechnik         | 27  |
| 26 | Massimo Broccoli    | Ducati   | Squadra Corse Ducati           | 26  |
| 27 | René Rasmussen      | Suzuki   | Pepsi Suzuki                   | 26  |
| 28 | Peter Goddard       | Yamaha   | Marlboro Yamaha Dealer Team    | 20  |
| 29 | Steve Crevier       | Yamaha   |                                | 20  |
| 30 | Tommy Douglas       | Yamaha   |                                | 20  |

| 31 | Tatsuro Arata        | Yamaha   | 18 |
| 32 | Brian Morrison       | Honda    | 17 |
|    | Peter Rubatto        | Bimota   | 17 |
| 34 | Fabio Biliotti       | Bimota   | 16 |
| 35 | Jean-Yves Mounier    | Yamaha   | 15 |
| 36 | Rene Bongers         | Yamaha   | 15 |
| 37 | Gary Goodfellow      | Suzuki   | 15 |
| 38 | Pierre Bolle         | Kawasaki | 14 |
| 39 | Paul Iddon           | Yamaha   | 14 |
| 40 | Andy McGladdery      | Honda    | 14 |
| 41 | Steve Hislop         | Honda    | 13 |
| 42 | Marco Lucchinelli    | Ducati   | 13 |
| 43 | Carl Fogarty         | Honda    | 12 |
| 44 | Marino Fabbri        | Bimota   | 12 |
| 45 | Simon Crafar         | Yamaha   | 12 |
| 46 | Thierry Crine        | Suzuki   | 11 |
| 47 | Mark Phillips        | Yamaha   | 11 |
| 48 | Andrew Stroud        | Yamaha   | 10 |
| 49 | Christophe Bouheben  | Kawasaki | 10 |
| 50 | Piergiorgio Bontempi | Honda    | 10 |
| 51 | Shōichi Tsukamoto    | Kawasaki | 10 |
|    | Bodo Schmidt         | Yamaha   | 10 |
|    | Árpád Harmati        | Honda    | 10 |
| 54 | Glen Williams        | Ducati   | 8  |
| 55 | Scott Doohan         | Bimota   | 8  |
| 56 | Matthew Blair        | Suzuki   | 7  |
| 57 | Michel Mercier       | Suzuki   | 7  |
|    | Maurice Coq          | Yamaha   | 7  |
| 59 | Eddie Kattenberg     | Suzuki   | 7  |
| 60 | Richard Arnaiz       | Yamaha   | 6  |

|    | Naoto Abe           | Honda    | 6 |
|    | Marco Dall’Aglio    | Yamaha   | 6 |
|    | Graeme Morris       | Ducati   | 6 |
| 64 | Corrado Manici      | Ducati   | 6 |
|    | Aldeo Presciutti    | Yamaha   | 6 |
| 66 | René Delaby         | Honda    | 6 |
| 67 | Robert Scolyer      | Honda    | 5 |
|    | Edwin Weibel        | Kawasaki | 5 |
|    | Russel Josiah       | Kawasaki | 5 |
| 70 | Doug Chandler       | Kawasaki | 4 |
|    | Grant Ramage        | Suzuki   | 4 |
| 72 | John Richards       | Yamaha   | 4 |
| 73 | Mauro Ricci         | Kawasaki | 3 |
|    | Jeffrey de Vries    | Yamaha   | 3 |
|    | Udo Mark            | Yamaha   | 3 |
|    | Andy Roberts        | Yamaha   | 3 |
| 77 | Wolfgang von Muralt | Honda    | 3 |
| 78 | Hervé Moineau       | Suzuki   | 2 |
|    | Koichi Kobayashi    | Honda    | 2 |
|    | Silvano Ricchetti   | Honda    | 2 |
| 81 | Didier Hamdi        | Yamaha   | 1 |
|    | Eric Delcamp        | Yamaha   | 1 |
|    | Kou Takeuchi        | Yamaha   | 1 |
|    | Graeme McGregor     | Honda    | 1 |
|    | Adriano Narducci    | Honda    | 1 |
|    | Oscar La Ferla      | Yamaha   | 1 |
|    | Steve Martin        | Suzuki   | 1 |
|    | Brian Bernhard      | Suzuki   | 1 |
|    | Scott Williams      | Yamaha   | 1 |

## Konstrukteurswertung
| 1 | Honda    | 368 |
| 2 | Yamaha   | 335 |
| 3 | Ducati   | 270 |
| 4 | Bimota   | 208 |
| 5 | Kawasaki | 208 |
| 6 | Suzuki   | 120 |